# Superhiks
Superhiks (macédonien : Суперхикс) est un groupe macédonien de ska punk, originaire de Skopje. Ils acquièrent une notoriété internationale après être apparus sur MTV France, MTV Israël et MTV Adria. Ils sont également le premier groupe macédonien à atteindre le sommet des charts sur MTV Adria.

## Histoire
Le groupe est formé par trois amis de lycée : Petar Mladenovski (chant et basse), Boris Minov (guitare) et Zoran Žežov (batterie) au début des années 1990, en commençant par un mélange de musique ska et punk hardcore. Après plusieurs changements personnels, le groupe compte une section de cuivres composée de Sime Zlatkov (saxophone), Aleksandar Spasovski (trompette), Branko Ilievski (trombone) et DJ Goce Lalkovski, ainsi qu'une batterie et des percussions jouées par Darko Popov-Daro.
Superhiks a partagé la scène avec de nombreux artistes de renommée mondiale, tels que : Manu Chao et Radio Bemba, Fun Lovin Criminals, Fishbone, Tito and Tarantula, Henry Rollins, Rico Rodriguez, H-Block, Faith No More, Green Day, House of Pain, Inner Circle, Zvonko Bogdan et bien d'autres.
Le premier album du groupe, Čekaj be vikam, kade be malku est publié sur le label Lithium Records en 2000 et est diffusé à la radio et à la télévision sur toutes les stations commerciales du pays. L'album est chroniqué dans des publications nationales et internationales et acclamé par la critique pour son style musical distinctif et son attitude socialement consciente. La vidéo de son troisième single Rade est diffusée sur MTV France et MTV Israël ainsi que sur d'autres chaînes de télévision européennes.
Superhiks est apparu sur de nombreuses compilations nationales et internationales telles que Ska Generation (BRP Records), I Woke Up in Motion (H.O.P.S. Contact Recs.), Ska Factor Positive (Ohoho Records) et d'autres. L'album suivant, Trumano, sort en novembre 2003, toujours sous le label Lithium Records. Au cours du premier mois, 25 000 exemplaires sont vendus. Les quatre singles de Trumano suit le succès de Rade et occupent tous les classements radio et TV en Macédoine ainsi que dans les Balkans. Le disque est soutenu par une tournée agressive dans tout le pays et dans toute l'Europe en 2004. La tournée se termine par un concert de trois heures dans leur ville natale, Skopje, devant 5 000 personnes. Il est également à noter que Trumano contient des conversations privées sur téléphone portable entre les membres du groupe sur plusieurs chansons.
En 2006, Superhiks sort son troisième album (live), tiré de son plus grand concert. Tiré à 35 000 exemplaires, il est épuisé en moins de sept jours. En mai 2012, ils sortent un nouveau single, Ti treba nekoj. En décembre 2012, ils sortent leur quatrième album studio, intitulé Africa. Superhiks reçoit le prix du meilleur groupe macédonien en 2001, 2002, 2004, 2006, 2010 et 2012, et leur concert à la Skopje Fair est récompensé par le prix du meilleur concert de rock en 2004 en Macédoine. En décembre 2012, ils donnent un concert à la Metropolis Arena de Skopje, devant 6 000 fans. En juin 2015, ils donnent un concert dans un club bondé, le Club Havana-Skopje, devant 1 500 fans. En juin 2015, ils sortent leur deuxième single pour leur cinquième album studio à venir. La chanson s'appelle Miki Lee et connait un énorme succès dans les charts radio en Macédoine.
En 2020, ils sortent le single Skarantin.

## Discographie
- 2001 : Chekaj be, vikam... kade be, malku ! (Lithium Records)
- 2003 : Trumano (Lithium Records)
- 2004 : Live at Skopski Saem (Lithium Records)
- 2008 : ...i sega shto ? (Lithium Records)
- 2012 : Afrika (DY Records)
- 2014 : The Best of 20 !...So Far (Jugoton Records)
- 2017 : Underground Evergreens (Jugoton Records)
- 2018 : Kultur Festival Dresden DE
- 2020 : D Festival Dojran MK
- 2021 : Seaside Festival (by EXIT) Primorsko BG
- 2021 : Park Festival Ohrid
- 2022 : Street Mode Festival Thessaloniki Gr